# V.tal
A V.tal - Rede Neutra de Telecomunicações S.A., comercialmente conhecida como V.tal, é uma empresa brasileira de infraestrutura de telecomunicações que atua como operadora de uma rede neutra de fibra ótica por atacado.
É a maior operadora de rede neutra do Brasil, apresentando uma infraestrutura com mais de 426 mil quilômetros de fibra ótica terrestre que interconectam 2380 municípios no Brasil e 26 países. Em agosto de 2022 a V.tal somava mais de 40 clientes em rede neutra, com 17 milhões de casas cobertas com fibra ótica no país.

## História

### InfraCO e a recuperação judicial da Oi
Em 2020 a Oi dando continuidade em seu plano de recuperação judicial, resolve separar a divisão de infraestrutura de fibra ótica do restante da empresa, emergindo desta forma a unidade corporativa isolada denominada de InfraCO. A nova companhia ficou responsável exclusivamente com a parte estrutural da rede de fibra ótica da Oi. Em junho de 2021 após leilão judicial, a InfraCO foi arrematada pelos fundos BTG Pactual e GlobeNet, pelo valor de 12,9 bilhões de reais, totalizando assim 57,9% de participação na nova empresa.

### Compra pelo BTG Pactual
Em agosto de 2021 é anunciado o novo nome da companhia, agora denominado de V.tal, finalizando assim a separação da Oi e consolidando a V.tal como uma empresa autônoma.
A conclusão da venda da V.tal aconteceu em junho de 2022, quando os termos finais do negócio foram concretizados pelas partes envolvidas. Desta forma, o negócio ficou consolidado com a composição acionária em que o BTG Pactual se tornou o acionista majoritário e a Oi o segundo principal acionista.
Em setembro de 2022, o BTG Pactual que também é proprietário da empresa de infraestrutura de fibra ótica GlobeNet, anunciou que terminou o processo de incorporação da GlobeNet a V.tal.

### Aumento de capital
Em novembro de 2022, foi celebrado acordo para uma operação de aumento de capital por meio de um aporte de R$ 2,5 bilhões do fundo de pensão canadense Canada Pension Plan Investment Board (CPPIB), reduzindo a participação da Oi no capital social da V.tal para aproximadamente 34,12%.

### Compra da ClientCo
Em setembro de 2024, em segunda rodada de leilão realizado pela 7ª Vara Empresarial do Tribunal de Justiça do Rio de Janeiro, a V.tal apresentou proposta de R$ 5,6 bilhões pela carteira de clientes de fibra óptica da ClientCo, subsidiária de banda larga da Oi. A empresa é a terceira maior operadora de internet banda larga do país, com 9,3% de participação de mercado e tem 4,3 milhões de clientes em 296 cidades. A proposta depende ainda do aval dos credores, do Cade e da Anatel. Em março de 2025, foi anunciado que a empresa de banda larga do grupo V.tal se chamará Nio.